# VM i markhåndbold 1955 (mænd)
Verdensmesterskabet i markhåndbold 1955 var det fjerde VM i markhåndbold for mænd, og turneringen blev arrangeret af International Handball Federation. Slutrunden med deltagelse af 17 hold blev spillet i Vesttyskland i perioden 29. juni – 10. juli 1955.
Mesterskabet blev vundet af Vesttyskland, som gik ubesejret gennem turneringen, og som besejrede Schweiz i finalen med 25-13. Bronzemedaljerne blev vundet af Tjekkoslovakiet, der vandt 13-10 over Sverige i bronzekampen. Danmark gik ikke videre fra den indledende runde og sluttede dermed uden for top 8.

## Resultater

### Indledende runde
De 17 hold var inddelt i seks grupper med to eller tre hold. Treholdsgrupperne spillede en enkeltturnering alle-mod-alle, mens toholdsgruppen spillede en dobbeltturnering alle-mod-alle. De seks gruppevindere og de to bedste toere gik videre til hovedrunden.

#### Gruppe I
| Dato  | Kamp                    | Res.  | Pause | Spillested |
| ----- | ----------------------- | ----- | ----- | ---------- |
| 29.6. | Vesttyskland – Portugal | 9–4   | 6-3   | Vestberlin |
| 30.6. | Portugal – Norge        | 14–50 | 6-2   | Minden     |
| 1.7.  | Vesttyskland – Norge    | 22–20 | 12-10 | Hannover   |

| Hold         | Kampe | Mål   | Point |
| ------------ | ----- | ----- | ----- |
| Vesttyskland | 2     | 31-60 | 4     |
| Portugal     | 2     | 18-14 | 2     |
| Norge        | 2     | 07-36 | 0     |

#### Gruppe II
| Dato  | Kamp                 | Res.  | Pause | Spillested |
| ----- | -------------------- | ----- | ----- | ---------- |
| 29.6. | Sverige – Luxembourg | 23–00 | 12-00 | Oberhausen |
| 30.6. | Saar – Luxembourg    | 31–40 | 12-40 | Hattingen  |
| 1.7.  | Saar – Sverige       | 7–6   | 3-5   | Solingen   |

| Hold       | Kampe | Mål   | Point |
| ---------- | ----- | ----- | ----- |
| Saar       | 2     | 38-10 | 4     |
| Sverige    | 2     | 29-70 | 2     |
| Luxembourg | 2     | 04-54 | 0     |

#### Gruppe III
| Dato  | Kamp              | Res.  | Pause | Spillested |
| ----- | ----------------- | ----- | ----- | ---------- |
| 29.6. | Schweiz – Finland | 13–70 | 7-2   | Lörrach    |
| 30.6. | Finland – Spanien | 11–10 | 5-4   | Offenburg  |
| 1.7.  | Schweiz – Spanien | 18–70 | 8-3   | Freiburg   |

| Hold    | Kampe | Mål   | Point |
| ------- | ----- | ----- | ----- |
| Schweiz | 2     | 31-14 | 4     |
| Finland | 2     | 18-23 | 2     |
| Spanien | 2     | 17-29 | 0     |

#### Gruppe IV
| Dato  | Kamp               | Res.  | Pause | Spillested   |
| ----- | ------------------ | ----- | ----- | ------------ |
| 29.6. | Østrig – Belgien   | 15–80 | 4-5   | Offenbach    |
| 30.6. | Frankrig – Belgien | 15–70 | 7-3   | Karlsruhe    |
| 1.7.  | Frankrig – Østrig  | 8–8   | 4-3   | Ludwigshafen |

| Hold     | Kampe | Mål   | Point |
| -------- | ----- | ----- | ----- |
| Frankrig | 2     | 23-15 | 3     |
| Østrig   | 2     | 23-16 | 3     |
| Belgien  | 2     | 15-30 | 0     |

#### Gruppe V
| Dato  | Kamp                      | Res.  | Pause | Spillested |
| ----- | ------------------------- | ----- | ----- | ---------- |
| 29.6. | Tjekkoslovakiet – Danmark | 14–10 | 11-50 | München    |
| 30.6. | Tjekkoslovakiet – Ungarn  | 12–80 | 4-5   | Augsburg   |
| 1.7.  | Ungarn – Danmark          | 14–80 | 7-3   | Ansbach    |

| Hold            | Kampe | Mål   | Point |
| --------------- | ----- | ----- | ----- |
| Tjekkoslovakiet | 2     | 26-18 | 4     |
| Ungarn          | 2     | 22-20 | 2     |
| Danmark         | 2     | 18-28 | 0     |

#### Gruppe VI
| Dato  | Kamp                  | Res.  | Pause | Spillested |
| ----- | --------------------- | ----- | ----- | ---------- |
| 29.6. | Jugoslavien – Holland | 13–40 | 7-1   | Koblenz    |
| 1.7.  | Jugoslavien – Holland | 21–11 | 13-20 | Bonn       |

| Hold        | Kampe | Mål   | Point |
| ----------- | ----- | ----- | ----- |
| Jugoslavien | 2     | 34-15 | 4     |
| Holland     | 2     | 15-34 | 0     |

### Hovedrunde

#### Gruppe A
| Dato | Kamp                        | Res.  | Pause | Spillested   |
| ---- | --------------------------- | ----- | ----- | ------------ |
| 3.7. | Vesttyskland – Østrig       | 21–18 | 13-80 | Wuppertal    |
| 3.7. | Tjekkoslovakiet – Jugoslav. | 9–6   | 6-6   | Wanne-Eickel |
| 5.7. | Vesttyskland – Jugoslavien  | 23–12 | 12-60 | Oberhausen   |
| 5.7. | Tjekkoslovakiet – Østrig    | 12–30 | 8-1   | Krefeld      |
| 7.7. | Vesttyskland – Tjekkoslov.  | 11–80 |       | Duisburg     |
| 7.7. | Jugoslavien – Østrig        | 11–70 |       | Remscheid    |

| Hold            | Kampe | Mål   | Point |
| --------------- | ----- | ----- | ----- |
| Vesttyskland    | 3     | 55-38 | 6     |
| Tjekkoslovakiet | 3     | 29-20 | 4     |
| Jugoslavien     | 3     | 29-39 | 2     |
| Østrig          | 3     | 28-44 | 0     |

#### Gruppe B
| Dato | Kamp               | Res.  | Pause | Spillested |
| ---- | ------------------ | ----- | ----- | ---------- |
| 3.7. | Sverige – Saar     | 12–90 |       | Rheydt     |
| 3.7. | Schweiz – Frankrig | 11–70 | 6-6   | Bochum     |
| 5.7. | Saar – Frankrig    | 13–12 | 7-5   | Düsseldorf |
| 5.7. | Schweiz – Sverige  | 7–5   | 3-3   | Hagen      |
| 7.7. | Schweiz – Saar     | 13–80 |       | Essen      |
| 7.7. | Sverige – Frankrig | 18–90 |       | Hamm       |

| Hold     | Kampe | Mål   | Point |
| -------- | ----- | ----- | ----- |
| Schweiz  | 3     | 31-20 | 6     |
| Sverige  | 3     | 35-25 | 4     |
| Saar     | 3     | 30-37 | 2     |
| Frankrig | 3     | 28-42 | 0     |

### Finalekampe
| Kamptype           | Dato  | Kamp                      | Res.  | Pause | Spillested |
| ------------------ | ----- | ------------------------- | ----- | ----- | ---------- |
| Kamp om 7.-pladsen |       | Østrig – Frankrig         | 11–70 | 7-4   |            |
| Kamp om 5.-pladsen |       | Jugoslavien – Saar        | 12–50 | 5-1   |            |
| Bronzekamp         |       | Tjekkoslovakiet – Sverige | 13–10 | 7-4   |            |
| Finale             | 10.7. | Vesttyskland – Schweiz    | 25–13 | 11-70 | Dortmund   |

| Plac. | Hold            |
| ----- | --------------- |
| 1.    | Vesttyskland    |
| 2.    | Schweiz         |
| 3.    | Tjekkoslovakiet |
| 4.    | Sverige         |
| 5.    | Jugoslavien     |
| 6.    | Saar            |
| 7.    | Østrig          |
| 8.    | Frankrig        |